# Benton (Tennessee)
Benton es un pueblo ubicado en el condado de Polk en el estado estadounidense de Tennessee. En el Censo de 2010 tenía una población de 1385 habitantes y una densidad poblacional de 166,54 personas por km².

## Geografía
Benton se encuentra ubicado en las coordenadas 35°10′28″N 84°39′8″O / 35.17444, -84.65222. Según la Oficina del Censo de los Estados Unidos, Benton tiene una superficie total de 8.32 km², de la cual 8.32 km² corresponden a tierra firme y 0 km² (0 %) es agua.

## Demografía
Según el censo de 2010, había 1385 personas residiendo en Benton. La densidad de población era de 166,54 hab./km². De los 1385 habitantes, Benton estaba compuesto por el 97.55 % blancos, el 0.72 % eran afroamericanos, el 0.36 % eran amerindios, el 0 % eran asiáticos, el 0.07 % eran isleños del Pacífico, el 0.36 % eran de otras razas y el 0.94 % pertenecían a dos o más razas. Del total de la población el 1.08 % eran hispanos o latinos de cualquier raza.